# كوابيس منتصف الليل (مسلسل)
كوابيس منتصف الليل مسلسل سوري قصير من سبع حلقات، من إنتاج التلفزيون السوري عام 2003.

## طاقم العمل
- تأليف: أسامة مرشد.
- إخراج: محمد إسماعيل آغا

### بطولة[2]
- صباح بركات.
- صفاء رقماني.
- جرجس جبارة.
- مالك محمد.
- مأمون الفرخ.
- إياد أبو الشامات.
- فاتن شاهين.
- نبال الجزائري.
- ماغي بو غصن.
- فدوة محسن.
- ياسين أرناؤوط.
- عبد الناصر مرقبي.
- حنان شقير.
- حسن إسرب.
- حسين عباس.
- ريم درويش.
- أديب قدورة.
- بسام لطفي.
- هدى شعراوي.